# J. B. Priestley
John Boynton Priestley, OM (Bradford, 13 de septiembre de 1894-Stratford-upon-Avon, 14 de agosto de 1984), conocido como J. B. Priestley, fue un escritor, dramaturgo, locutor y activista político británico. Publicó 27 novelas, entre las que destaca The Good Companions (1929), y numerosas obras de teatro, como Llama un inspector (An Inspector Calls) o El tiempo y los Conway (Time and the Conways). Su producción incluye críticas teatrales y sociales.

## Biografía

### Juventud
Nació en Heaton, un barrio o municipio "ultra respetable" (según sus palabras) de las afueras de Bradford. Su padre era maestro de escuela primaria y su madre murió al poco tiempo de nacer él. Su padre volvió a casarse 4 años más tarde. Priestley estudió en el instituto de secundaria Belle Vue, que dejó a los 16 años para trabajar en la empresa Helm & Co. de Bradford, dedicada al comercio de la lana. Durante aquellos años (1910-1914), empezó a escribir por las noches y publicó artículos en periódicos locales y londinenses. Priestley siempre recordó con añoranza aquella juventud feliz en una ciudad próspera, con una intensa vida cultural y social. Muchas de las obras que escribió después de haberse mudado al sur de Inglaterra se nutrieron de sus recuerdos de Bradford, como en Bright Day y When we Are Married. En su vejez, lamentó que los urbanistas hubiesen derribado muchos edificios victorianos de Bradford, como el Swan Arcade, en el que tuvo su primer empleo.
Durante la Primera Guerra Mundial se alistó en el 10.º batallón del regimiento del Duque de Wellington pero fue destinado en el frente francés en 1915. Gravemente herido por un disparo de mortero en 1916, regresó a su país y a los seis meses fue destinado de nuevo al frente, donde fue gaseado en un ataque alemán, por lo que volvió definitivamente a Inglaterra donde pasó el resto de la guerra desempeñando labores administrativas en el ejército. Sus recuerdos de la guerra de trincheras, rescatados de su correspondencia por su familia, fueron publicados en 2008 bajo el título Priestley's War (La guerra de Priestley), con motivo del 90 aniversario del Armisticio del 11 de noviembre de 1918.
Dejó el ejército en 1919, y en calidad de exoficial le fue concedida una beca de estudios. Ingresó entonces en el Trinity Hall de Cambridge, para estudiar historia moderna y ciencias políticas. Para complementar su beca daba clases y escribía. En 1922, se mudó a Londres para trabajar como escritor freelance. Trabajaba también como lector para la editorial Bodley Head Publishers donde recomendó las primeras novelas de Graham Green y de Cecil Scott Forester. A los 30 años ya se había forjado una buena reputación como escritor satírico y humorista, y como crítico literario. Su novela Benighted (1927) fue llevada a la gran pantalla por el realizador James Whale con el título The Old Dark House (1932), título bajo el que la novela fue publicada en los Estados Unidos.

### Carrera
Con su novela The Good Companions en 1929, ganadora del Premio James Tait Black Memorial, obtuvo su primer gran éxito internacional. Le siguió en 1930 Angel Pavement que le consagró como escritor de éxito. La crítica no era unánime sobre su trabajo, y Priestley denunció a Graham Greene por difamación, por el retrato que hizo de él en su novela Stamboul Train (El tren de Estambul / Orient Express publicada en 1932).
En esa época decidió cambiar de género e inició una carrera de dramaturgo que le consiguió enseguida nuevos éxitos. Dangerous Corner (Esquina peligrosa) —estrenada en 1932 y adaptada al cine grande dos años más tarde por Phil Rosen—, fue la primera de una serie de obras de teatro que encandilaron al público del West End londinense. Su obra más conocida, An Inspector Calls (Llama un inspector o Ha llegado un inspector) (1946), quizás su obra favorita, fue llevada al cine en 1954 por Alastair Sim.
Priestley, influenciado por las teorías de John William Dunne sobre los sueños premonitorios y la percepción no lineal del tiempo, escribió una serie de obras conocidas como "Time plays" en donde plasma teatralmente los conceptos de Dunne y en las que la trama no sigue una línea temporal cronológica. Esquina peligrosa, El tiempo y los Conway y Yo estuve aquí antes, ambas de 1937, son buenos ejemplos de ello. Priestley reunió sus ideas y sus experiencias sobre la noción del tiempo en el ensayo Man and Time, publicado en 1964.
En los años 1930 la consciencia política de Priestley se agudizó a la vista de las crecientes desigualdades sociales, y muchas de sus obras tienen un claro enfoque socialista. Por ejemplo los diálogos de las Time plays, y en particular Llama un inspector, contienen muchas referencias al socialismo.
Durante la Segunda Guerra Mundial fue locutor de la BBC. Su programa, Postscripts, comenzó el 5 de junio de 1940 y se emitía los domingos por la noche. Alcanzó hasta 16 millones de auditores y se decía que sólo Churchill le ganaba en audiencia. Después de algunos meses donde se estimó niveles del 40 por 100 de radioyentes, miembros del Partido Conservador se quejaron a la dirección por considerar que Priestley expresaba opiniones izquierdistas. En consecuencia se censuró, emitiéndose por última vez el programa el 20 de octubre de 1940. Al final del año, Priestley consiguió publicar textos escogidos de aquellas emisiones bajo el título de Britain Speaks.
Fue presidente del Comité 1941 —un grupo de político, escritores y otras personaliddes británicas de influencia, compuesto por liberales y otros más a la izquierda al que pertenecían, entre otros, Richard Aclanda, Tom Wintringham, Vernon Bartlett o David Low— y, al año siguiente, cofundador del Common Wealth Party, un partido socialista formado por muchos de los anteriores componente del Comité de 1941. Defendían la propiedad pública de los bienes que consideraban comunes, y más en tiempos de guerra, como los ferrocarriles, los grandes latifundios y llamaban la atención sobre la necesidad de aprovechar la posguerra para que se operase un cambio en materia de política económica y social como la autogestión, la educación y los derechos fundamentales. Se considera que ayudaron a que el Partido Laborista británico ganara las elecciones generales de 1945.
El nombre de Priestley estuvo en la Lista de Orwell, que el escritor George Orwell preparó en marzo de 1949 para el Information Research Department (IRD), una unidad del Foreign Office destinada a elaborar y difundir propaganda anticomunista. Esta lista reunía a los escritores considerados no aptos para colaborar con el IRD por tener tendencias izquierdistas.
Durante los años 1950 Priestley se sintió cada vez más desencantado políticamente y traicionado por el rumbo tomado por el partido laborista después de la posguerra. Tras la enorme respuesta popular a su artículo Britain and the Nuclear Bomb (Los británicos y la bomba nuclear), fue en 1958 uno de los fundadores del movimiento Campaña para el Desarme Nuclear (CDN), presidido por Bertrand Russell.
Priestley era aficionado a la música clásica, y en 1941 tuvo un papel destacado en la organización de la campaña de recaudación de fondos a favor de la London Philharmonic Orchestra, que intentaba establecerse como institución independiente después de la retirada de Thomas Beecham. Escribió el libreto de la ópera The Olympians, de Arthur Bliss, que fue premiada en 1949.
La Universidad de Bradford le concedió en 1970 un doctorado en letras honorífico, y la ciudad le entregó en 1973 sus llaves. En 1975 Priestley inauguró la Biblioteca Priestley en dicha casa de estudios, y después de su muerte el consejo municipal decidió levantar en su memoria una estatua que se encuentra frente al National Media Museum. En la década de 1970 rechazó ser condecorado caballero y nombrado Par de Inglaterra, pero en 1977 aceptó la Orden del Mérito.
Falleció en 1984, a los 89 años.
Desde los últimos años del siglo pasado, su popularidad no ha cesado de aumentar; su novelas se están reeditando, sus obras teatrales se están representando más que nunca, y es tema de estudio por su papel de intelectual en la evolución de la sociedad británica reciente.

### Vida privada
Priestley se casó tres veces. Cuando estaba en Cambridge, en 1921 con Emily "Pat" Tempest, una bibliotecaria melómana. Tuvieron dos hijas pero Pat murió de cáncer en 1925. En septiembre de 1926, se casó con Jane Wyndham-Lewis (exesposa del escritor Dominic Bevan), con la que tuvo dos hijas y un varón. Se divorciaron en 1953 y la poetisa Jacquetta Hawkes se convirtió en su nueva mujer. El matrimonio fue muy unido. Jacquetta colaboró en obras como Dragon's Mouth y Journey down a Rainbow (1955), y participó en la Campaña para el Desarme Nuclear. La novela Time and the Priestleys (1994), de Diana Collins, amiga de la pareja, retrata la vida feliz de los Priestley en su casa de Kissing Tree House, cerca de Stratford-upon-Avon.

## Otras obras destacadas
- 1927, Ignorante
- 1929, The Good Companions
- 1932, Esquina peligrosa
- 1934, Edén Término
- 1933, Laburnum Grove
- 1937, El tiempo y los Conway
- 1937, Yo estuve aquí antes
- 1938, When We Are Married
- 1939, Johnson Over Jordan
- 1943, Llegaron a una ciudad
- 1945, Tres hombres en trajes nuevos
- 1945, Ha llegado un inspector
- 1946, Desde el paraíso
- 1947, El árbol de los Linden
- 1954, Los Magos
- 1964, Man and Time
- 1965, Lost Empires
- 1972, Over the Long High Wall

### Autobiografía y ensayos
- Essays of To-day and Yesterday (1926)

- Midnight on the Desert (1937)

- Rain Upon Godshill: A Further Chapter of Autobiography (1939)

- Journey Down a Rainbow (1955

- Margin Released (1962)

- The Moments and Other Pieces (1966)

- Instead of the Trees (1977)

## Ediciones en español
- Los Magos (Título original : The Magicians). Traducción de Luisa Rivaud. Compañía General Fabril Editora. Buenos Aires, 1957
- Edén Término - El retamal - Cornelius (Títulos originales: Eden End - Laburnum Grove - Cornelius). Editorial Sudamericana. Buenos Aires, 1957
- La llegada del inspector. Editorial Losada, 2006. ISBN 950030628X
- Tres piezas sobre el tiempo (Esquina peligrosa, El tiempo y los Conway y Yo estuve aquí una vez). Editorial Losada. ISBN 9500363127
- El hombre y el tiempo. Editorial Aguilar, 1966.